# Georg Ernst (Verleger)
Georg Ernst  (* 16. Februar 1880 in Berlin; † 31. Dezember 1950 ebenda) war ein deutscher Verleger im Verlag Ernst & Sohn für Bautechnik.
Er war der Sohn des Verlagsleiters von Wilhelm Ernst und Sohn (vormals Ernst & Kohn, gegründet von Wilhelm Ernst und Heinrich Korn 1851 in Berlin) Georg Eberhard Ernst (1852–1902), dem Sohn des Verlagsgründers Wilhelm Ernst (1814–1894). Seine Mutter Erselia Salerni war gebürtige Italienerin. Nach dem Tod des Vaters 1902 übernahm Georg Ernst in Abstimmung mit seinen Brüdern die Verlagsleitung. Dazu gehörte auch eine Druckerei und die Buchhandlung Gropius. Georg Ernst verschaffte dem Verlag eine führende Stellung, indem er in Abstimmung mit dem Pionier des Stahlbetons Friedrich von Emperger Anfang des 20. Jahrhunderts auf die Entwicklung dieses die Bautechnik revolutionierenden Materials setzte. 1904 wurde die 1901 in Wien von Emperger gegründete Zeitschrift Beton und Eisen (später Beton- und Stahlbetonbau) übernommen, 1905 der Beton-Kalender (ebenfalls auf Initiative von Emperger entstanden) und 1908 erschien das Handbuch für Eisenbetonbau. Ab 1910 kamen die Heft des Deutschen Ausschusses für Stahlbeton (damals noch Eisenbeton) hinzu. 1923 erschien das erste Heft der Bautechnik und 1928 von Stahlbau (als Beilage zur Bautechnik und ab 1952 selbständig).
1925 wurde er Ehrendoktor der TH Danzig.